# San Diego Film Critics Society Award per la migliore sceneggiatura originale

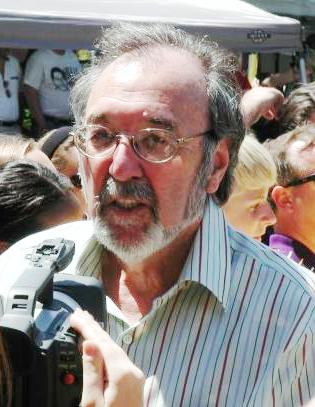
James L. Brooks è stato il primo vincitore del premio nell'edizione 1997

Il San Diego Film Critics Society Award per la migliore sceneggiatura originale (San Diego Film Critics Society Award for Best Original Screenplay) è un premio assegnato nell'ambito del San Diego Film Critics Society Awards dal 1997.

## Vincitori e candidati
I vincitori sono indicati in grassetto, a seguire gli altri candidati.

### Anni 1990-1999
- 1997:- James L. Brooks - Qualcosa è cambiato (As Good as It Gets)
- 1998:- Peter Howitt - Sliding Doors
- 1999:- Charlie Kaufman - Essere John Malkovich (Being John Malkovich)

### Anni 2000-2009
- 2000:- Cameron Crowe - Quasi famosi (Almost Famous)
  - Steven Katz - L'ombra del vampiro
- 2001:- Richard Kelly - Donnie Darko
- 2002:- Jill Sprecher e Karen Sprecher - Tredici variazioni sul tema (Thirteen Conversations About One Thing)
- 2003:- Peter Mullan - Magdalene (The Magdalene Sisters)
- 2004:- Mike Leigh - Il segreto di Vera Drake (Vera Drake)
- 2005:- Shane Black - Kiss Kiss Bang Bang
- 2006:- Karen Moncrieff - The Dead Girl
- 2007:- Diablo Cody - Juno
  - Gerard Soeteman e Paul Verhoeven - Black Book (Zwartboek)
- 2008:- Tom McCarthy - L'ospite inatteso (The Visitor)
- 2009:- Quentin Tarantino - Bastardi senza gloria (Inglorious Basterds)
  - Joel ed Ethan Coen - A Serious Man

### Anni 2010-2019
- 2010:- Jesse Armstrong, Sam Bain e Christopher Morris - Four Lions
  - David Seidler - Il discorso del re (The King's Speech)
  - Christopher Nolan - Inception
  - Neil Jordan - Ondine - Il segreto del mare (Ondine)
  - Michael Arndt - Toy Story 3 - La grande fuga (Toy Story 3)
- 2011:- Woody Allen - Midnight in Paris
  - Will Reiser - 50 e 50 (50/50)
  - Mike Mills - Beginners
  - Tom McCarthy - Mosse vincenti (Win Win)
  - Michel Hazanavicius - The Artist
- 2012:- Paul Thomas Anderson - The Master
  - Quentin Tarantino - Django Unchained
  - Wes Anderson e Roman Coppola - Moonrise Kingdom - Una fuga d'amore (Moonrise Kingdom)
  - Joss Whedon e Drew Goddard - Quella casa nel bosco (The Cabin in the Woods)
  - Sarah Polley - Take This Waltz
- 2013:- Spike Jonze Lei (Her)
  - Joel ed Ethan Coen - A proposito di Davis (Inside Llewyn Davis)
  - Woody Allen - Blue Jasmine
  - Nicole Holofcener - Non dico altro (Enough Said)
  - Aaron Guzikowski - Prisoners
- 2014:- Dan Gilroy - Lo sciacallo - Nightcrawler (Nightcrawler)
  - Alejandro González Iñárritu, Nicolás Giacobone, Alexander Dinelaris e Armando Bo - Birdman o (L'imprevedibile virtù dell'ignoranza) (Birdman or (The Unexpected Virtue of Ignorance))
  - Richard Linklater - Boyhood
  - Wes Anderson e Hugo Guinness - Grand Budapest Hotel (The Grand Budapest Hotel)
  - Steven Knight - Locke
- 2015:- Jemaine Clement e Taika Waititi - Vita da vampiro - What We Do in the Shadows (What We Do in the Shadows)
  - Noah Baumbach e Greta Gerwig - Mistress America
  - Alex Garland - Ex Machina
  - Tom McCarthy e Josh Singer - Il caso Spotlight (Spotlight)
  - Quentin Tarantino - The Hateful Eight
- 2016:- Taylor Sheridan - Hell or High Water
  - Efthimis Filippou e Yorgos Lanthimos - The Lobster
  - Damien Chazelle - La La Land
  - Kenneth Lonergan - Manchester by the Sea
  - Barry Jenkins e Tarell Alvin McCraney - Moonlight
- 2017:- Jordan Peele - Scappa - Get Out (Get Out)
  - Greta Gerwig - Lady Bird
  - Christopher Nolan - Dunkirk
  - Emily V. Gordon e Kumail Nanjiani - The Big Sick - Il matrimonio si può evitare... l'amore no (The Big Sick)
  - Martin McDonagh - Tre manifesti a Ebbing, Missouri (Three Billboards Outside Ebbing, Missouri)
- 2018:- Bo Burnham - Eighth Grade - Terza media (Eighth Grade)
  - Nick Vallelonga, Brian Hayes Currie e Peter Farrelly - Green Book
  - Bryan Woods, Scott Beck e John Krasinski - A Quiet Place - Un posto tranquillo (A Quiet Place)
  - Wes Anderson - L'isola dei cani (Isle of Dogs)
  - Joel ed Ethan Coen - La ballata di Buster Scruggs (The Ballad of Buster Scruggs)
- 2019:- Noah Baumbach - Storia di un matrimonio (Marriage Story)
  - Benny Safdie e Josh Safdie - Diamanti grezzi (Uncut Gems)
  - Quentin Tarantino - C'era una volta a... Hollywood (Once Upon a Time in... Hollywood)
  - Rian Johnson - Cena con delitto - Knives Out (Knives Out)
  - Bong Joon-ho e Han Ji-won - Parasite

### Anni 2020-2029
- 2020:- Lee Isaac Chung - Minari
  - Aaron Sorkin- Il processo ai Chicago 7 (The Trial of the Chicago 7)
  - Sofia Coppola - On the Rocks
  - Darius Marder, Abraham Marder e Derek Cianfrance - Sound of Metal
  - Emerald Fennell - Una donna promettente (Promising Young Woman)
- 2021:- Fran Kranz - Mass
  - Kenneth Branagh- Belfast
  - Adam McKay- Don't Look Up
  - Pedro Almodóvar - Madres paralelas
  - Michael Sarnoski - Pig - Il piano di Rob (Pig)
- 2022:- Martin McDonagh - Gli spiriti dell'isola (The Banshees of Inisherin)
- 2023:- Greta Gerwig e Noah Baumbach - Barbie
  - David Hemingson - The Holdovers - Lezioni di vita (The Holdovers)
  - Justine Triet e Arthur Harari - Anatomia di una caduta (Anatomie d'une chute)
  - Samy Burch - May December
  - Celine Song - Past Lives
- 2024:- Sean Baker - Anora
  - Justin Kuritzkes - Challengers
  - Jesse Eisenberg - A Real Pain
  - Coralie Fargeat - The Substance
  - Rose Glass e Weronika Tofilska - Love Lies Bleeding